# فيلدينغ لوكاس جونيور
فيلدينغ لوكاس جونيور (بالإنجليزية: Fielding Lucas, Jr.)‏ هو عالم رسم الخرائط أمريكي، ولد في 3 سبتمبر 1781 في فريدريكسبيورغ في الولايات المتحدة، وتوفي في 12 مارس 1854 في بالتيمور في الولايات المتحدة.